# Хуциев, Мелько Аркадьевич
Мелько́ Арка́дьевич Хуци́ев (10 июля 1950, Дид-Биран, Хабаровский край — 3 января 2013, Подольск, Московская область) — российский публицист, литератор, общественный и театральный деятель, депутат Городского собрания города Щербинка, гражданский активист движений «Правое дело» и «Солидарность», один из создателей и художественный руководитель Восьмого творческого объединения Московского инженерно-физического института (ВТО МИФИ).

## Биография
Родился в семье спецпереселенцев. Отец, Хуциев Аркадий Мелкоевич, получил высшее историческое образование в Горийском пединституте, работал завучем в школе села Земо Хандаки Капского района. Призванный в Красную армию, участвовал в Великой Отечественной войне, попал в плен, служил в Грузинском легионе, который в апреле 1945 года восстал против фашистского командования на голландском острове Тексель (Теxel). Об этом восстании снят фильм «Распятый остров» (1968 год, режиссёр Шота Манагадзе). После окончания войны А. М. Хуциев прошёл фильтрационный лагерь и был осуждён на спецпоселение на Дальнем Востоке СССР сроком на 10 лет.
Мать, Балачагина Елизавета Ивановна, русская по национальности, также жила на прииске Дид-Биран, куда попала в 16 лет как член семьи «раскулаченных». Работала бухгалтером, познакомилась с Аркадием Мелкоевичем и вышла за него замуж в 1948 году. В 1955 году семья смогла переехать в г. Тбилиси.
Мелько Аркадьевич окончил среднюю школу № 116 в Тбилиси в 1967 году, поступил в Московский инженерно-физический институт (МИФИ) в том же году и окончил его в 1973 году по специальности «Разделение изотопов». По окончании института был распределён на работу в Подольский машиностроительный завод им. С. Орджоникидзе на должность сменного мастера трубогибочного цеха.
В 1985 году М. А. Хуциев перешёл на работу в г. Щербинку на Щербинский лифтостроительный завод, на должность технического инспектора профсоюзного комитета Независимого профсоюза работников завода.
Без отрыва от основного производства в 1983 году М. А. Хуциев поступил на вечернее отделение Психологического факультета МГУ, закончил его в 1989 году и получил возможность работать и социологом на заводе. Кроме того он являлся техническим инспектором Профсоюзного комитета Независимого профсоюза работников того же завода.
С 2000 года Мелько Аркадьевич был депутатом Городского совета г. Щербинка и вёл активную политическую полемику с Главой города С. А. Дубининым. Разногласия были вызваны расточительным расходованием финансовых средств города со стороны Дубинина и его губительной экологической политикой. В 2003 году конфликт достиг апогея — М. А. Хуциев, жестоко избитый неизвестными в собственной квартире, попал в реанимацию. По словам лечащих врачей, был нанесён серьёзный ущерб состоянию здоровья. Преступники не найдены и не наказаны до сих пор.
После выздоровления и реабилитационного периода лечения Мелько Аркадьевич продолжил политическую деятельность, вступил в партию «Союз Правых Сил», а после её закрытия — в партию «Правое дело». Входил в политсовет областного отделения демократического движения «Солидарность». Постоянно участвовал в митингах оппозиции. «Я иду, потому что так велит мне моя совесть», — это его излюбленная фраза.
Будучи убеждённым атеистом, М. А. Хуциев являлся одним из инициаторов сбора подписей под письмом в Генеральную прокуратуру по поводу установления на территории МИФИ Поклонного Креста. Он считал, что недопустимо вмешательство Церкви в дела светского учебного заведения. Тем не менее, Поклонный Крест был освящён Патриархом Кириллом во время визита в МИФИ в марте 2010 года.
В последние годы жизни Мелько Аркадьевич ходатайствовал о получении статуса «сын жертв политических репрессий» и успел его получить. Мечтал поехать на родину в Грузию и в г. Хабаровск для встреч с родственниками. Этим планам не суждено было осуществиться. М. А. Хуциев скончался от инсульта в больнице 3 января 2013 года. Похоронен на кладбище села Остафьево.

## Творчество
За годы обучения в МИФИ Мелько Аркадьевич стал одним из организаторов и руководителей Восьмого Творческого Объединения (ВТО МИФИ). Обострённое чувство справедливости и писательский талант подвигли его к созданию первых остросатирических спектаклей «Горе ему» (1971 год) и «Нам оставаться» (1974 год). Пьеса «Горе ему» представляет собой творческую переработку известной комедии «Горе от ума» А. С. Грибоедова. Действие переносится в студенческо-преподавательскую среду. Фамусов становится заведующим кафедрой, Молчалин — аспирантом и женихом Софьи Фамусовой, Скалозуб — его соперником, а Чацкий — студентом той же кафедры. Ситуация в пьесе оказалась настолько узнаваемой, что спектакль несколько лет пользовался неизменным успехом в студенческой публики. В 1971—1984 годах спектакль «Горе ему» ставился 34 раза в различных зрительских аудиториях.

Дон-Кихот — любимый литературный герой. Они похожи — внешне и внутренне.

Ещё более актуальной стала пьеса «Нам оставаться», написанная М. А. Хуциевым по мотивам произведений Ф. Д. Кривина. В ней сформулирована проблема о взаимоотношениях обывателей и власти. В спектакле прозвучала песня на стихи Р. И. Рождественского «Играйте в ваши выборы, правительства и партии». Именно несанкционированное исполнение этой песни и привело к тому, что сразу после премьеры в 1974 году спектакль был изъят из репертуара, а некоторые участники понесли партийные и комсомольские взыскания.
Логическим продолжением темы тоталитарной власти и общественного самосознания стал спектакль «Дракон» Е. Л. Шварца. Коллектив ВТО со всей ответственностью подошёл к работе, пригласил профессионального режиссёра МХАТ А. Б. Голикова, но после просмотра на Художественном совете института постановка была запрещена. М. А. Хуциев возглавил борьбу за право показать готовый спектакль на зрительскую аудиторию. Последовали коллективные письма в партком, долгие разбирательства, но спектакль так и не был выпущен к зрителям (1975—1976 гг.).
В дальнейшем Мелько Аркадьевич не прекратил своего творческого влияния на работу коллектива, во многом определял тематику и качество постановок ВТО, постоянно заботился о притоке молодых творческих сил. В самые тяжёлые 1990-е годы он находил в себе желание и возможности сохранять творческий потенциал ВТО, изменять характер его деятельности в соответствии с требованиями времени. Так в 1997—2002 годах он создал и поставил на ноги в МИФИ движение КВН на основе принципов всей предыдущей деятельности ВТО. Ни одно культурное мероприятие не обходилось без его творческого воздействия или непосредственного руководства.
В 2003 г. учредил и возглавил Межрегиональный благотворительный студенческий общественный фонд инициативы и творчества молодежи «Софит».
Талант М. А. Хуциева настолько многогранен, что позволил ему состояться в различных областях человеческой деятельности — в социологии, политике, поэзии, театре. Его хорошо знали в Камерном молодёжном театре г. Щербинки и в Московском театре на Юго-Западе, потому что он неизменно стремился не только посетить спектакли, но и дать развёрнутый анализ премьерных постановок. До конца дней оставался лидером, духовным авторитетом и центром притяжения всех творческих сил ВТО МИФИ.

## Семья
В 1985 году Мелько Аркадьевич создаёт семью с Ириной Анатольевной Фурман. В этом браке рождаются дочь Нина (1985) и сын Тимур (1988).